# У моря Обского
«У моря Обского» — парк культуры и отдыха в Советском районе Новосибирска (микрорайон ОбьГЭС), заложенный в 1957 году на левом берегу Новосибирского водохранилища.

## История парка
Парк был основан в 1957 году рабочими-гидростроителями на месте Чемского бора, часть которого сохранилось после образования Обского водохранилища. В 1960 году указом Новосибирского облсовета депутатов парку присвоен государственный статус и дано название «Советский парк культуры и отдыха». В 1982 году он был переименован в парк культуры и отдыха «У моря Обского».

## Инфраструктура

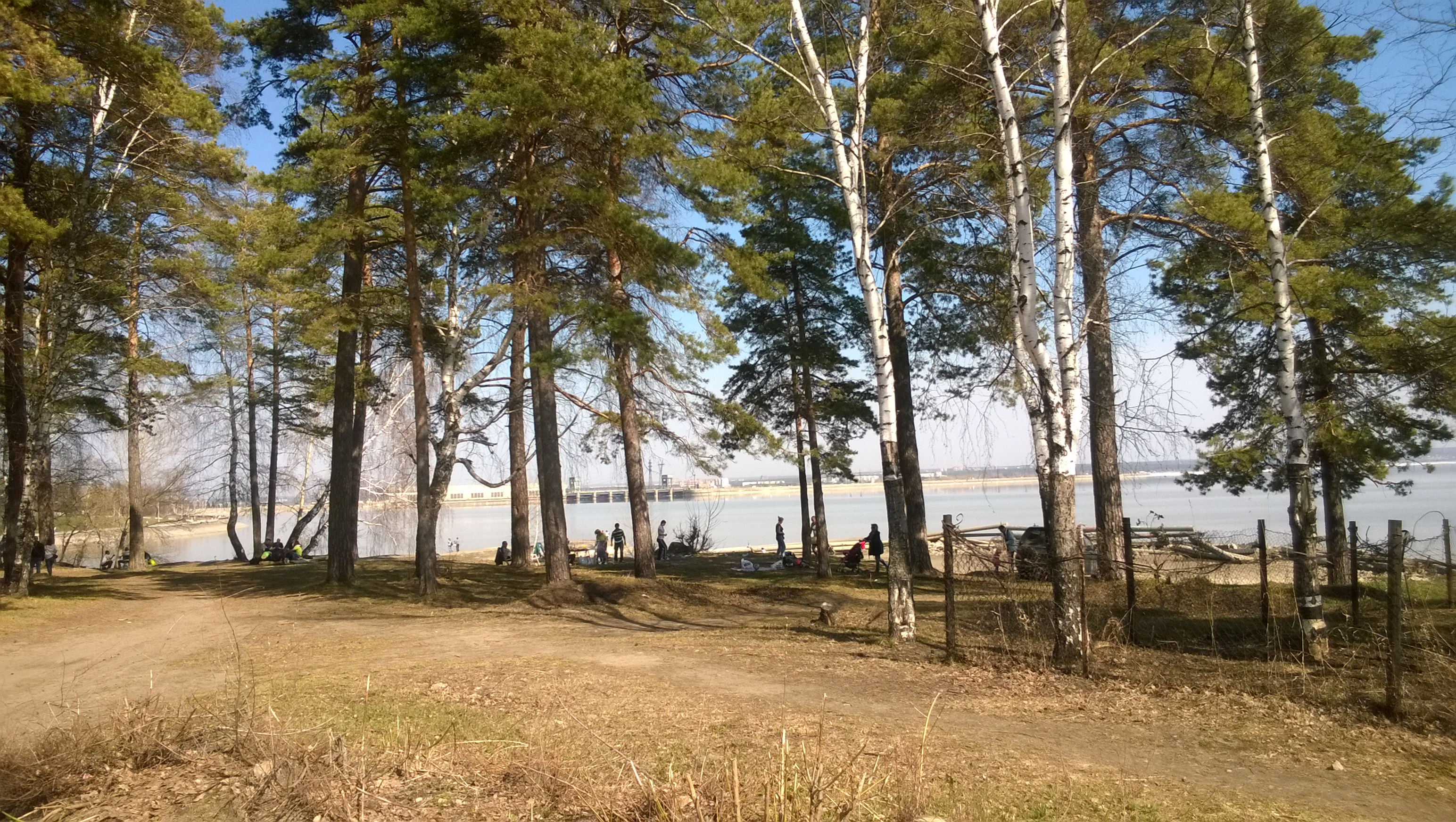

Изначально парк располагался на 6 га, позднее площадь парка была увеличена до 132 га (сейчас территория парка — 129 га). В парке имеются аттракционы и предоставляемый напрокат спортивный инвентарь. Территория парка включает в себя пляж, расположенный на берегу водохранилища, развлекательный центр «Бумеранг» (где также есть пляж с одноимённым названием), арт-парк «Ёлки-Палки», конный клуб «У моря Обского», действует музей истории и развития левобережья Советского района, установлена эстрадная сцена. Здесь находятся семейное общежитие (бывший пансионат «Энергетик») и пансионат «Солнечный», а также фильтровальная станция горводоканала.

## Культурные мероприятия
На территории парка ежегодно устраиваются различные культурно-массовые мероприятия и отмечаются общероссийские праздники. В 2014 году в парке проходили Десятый кочующий фестиваль «Манящие миры. Этническая Россия» и первый фестиваль-ярмарка творческих индустрий «Городской парк. Перезагрузка», посвящённый качественному формированию и совершенствованию парков и общественных пространств Новосибирска. В 2015 году здесь проходил Х Международный фестиваль авторской песни «Свой Остров» в память о Владимире Высоцком.

## Галерея

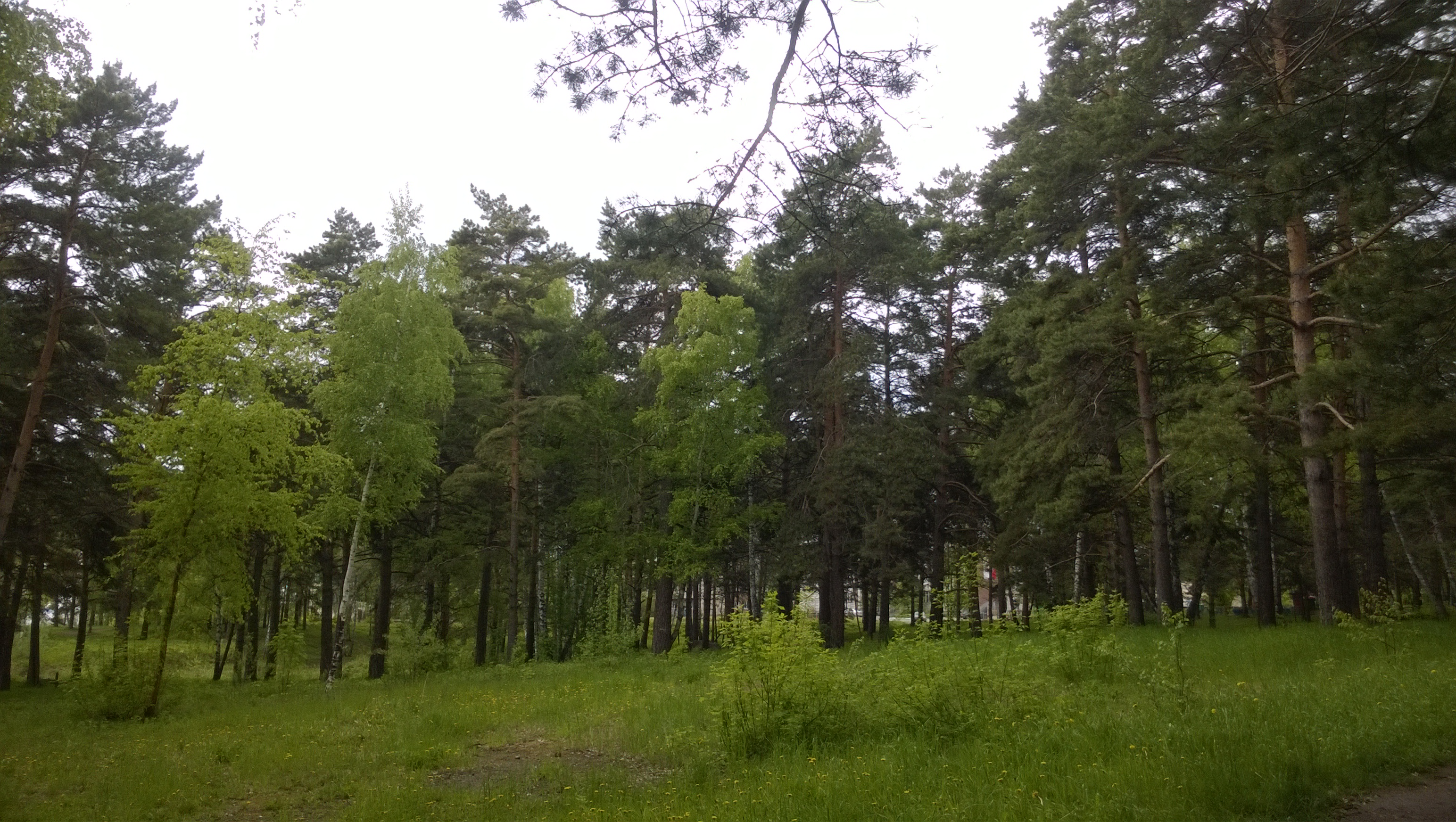
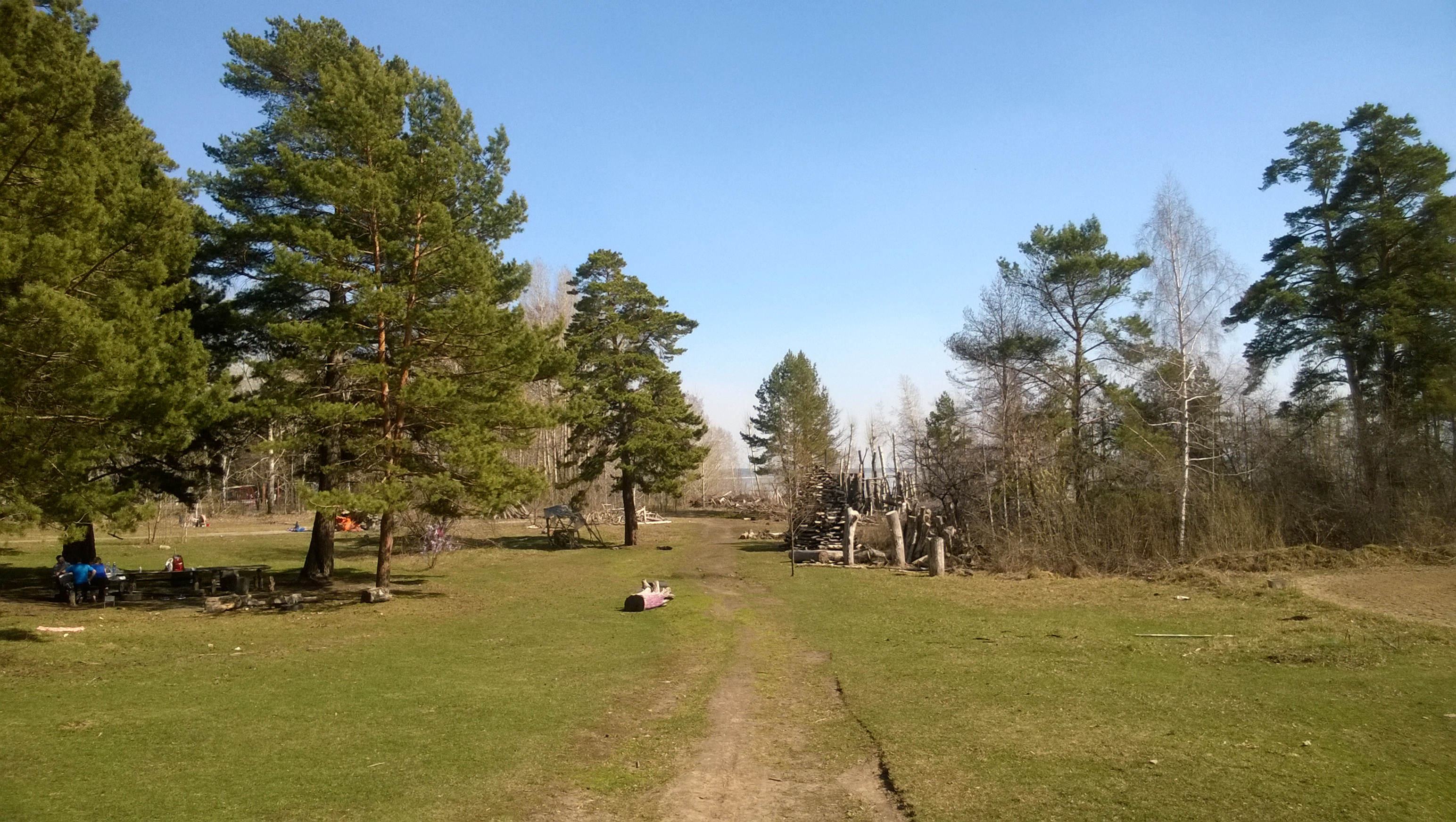
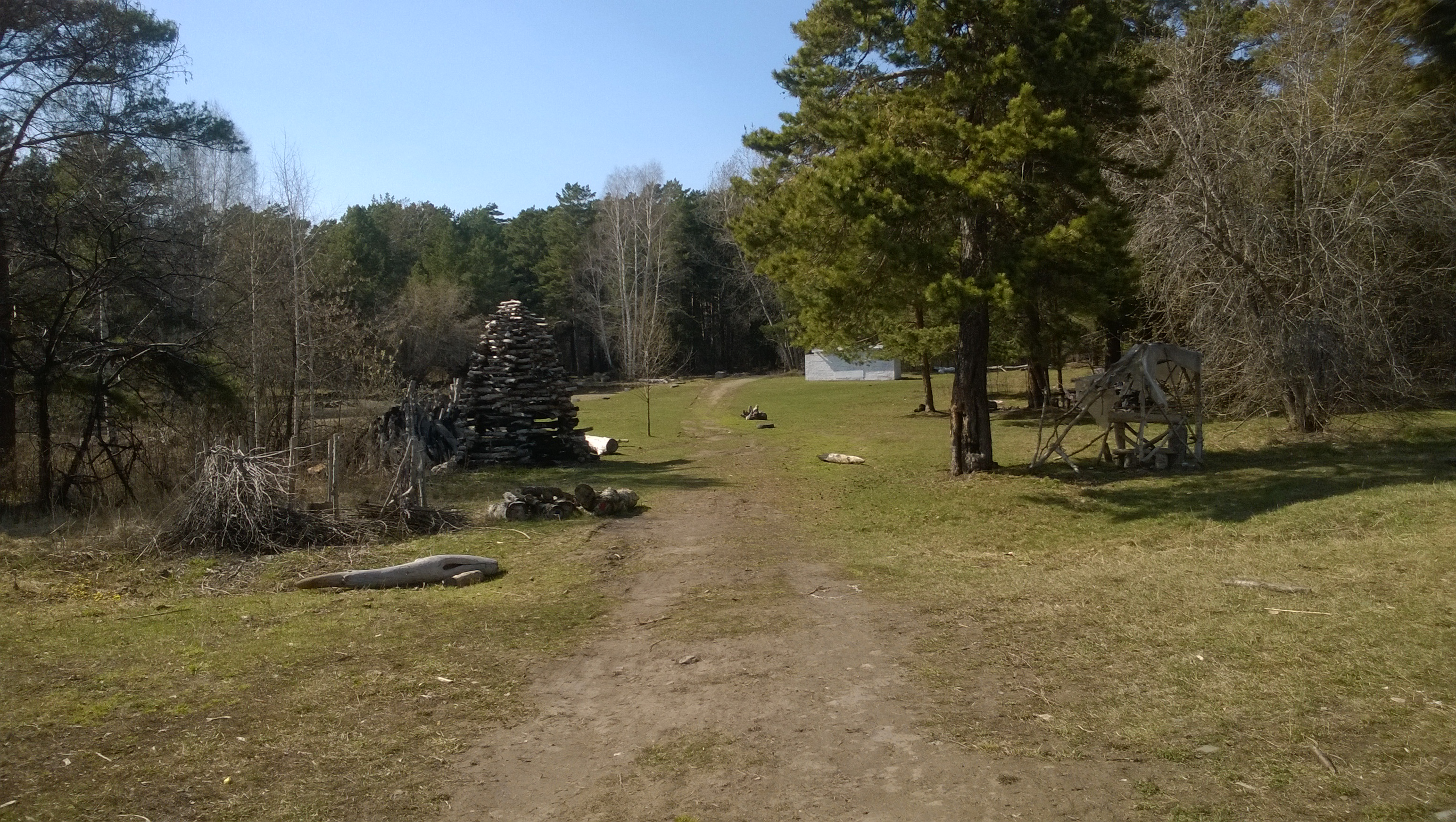
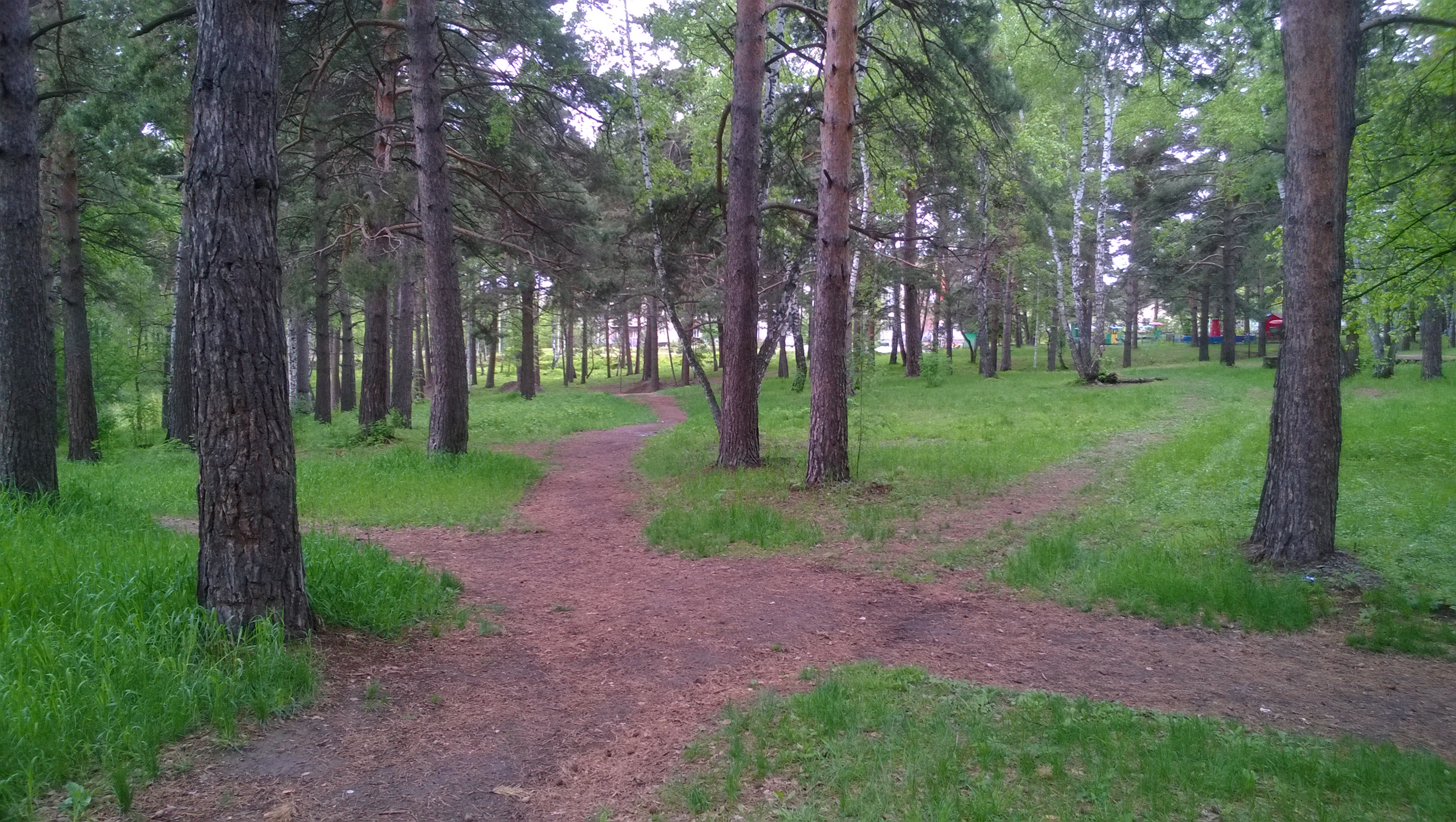
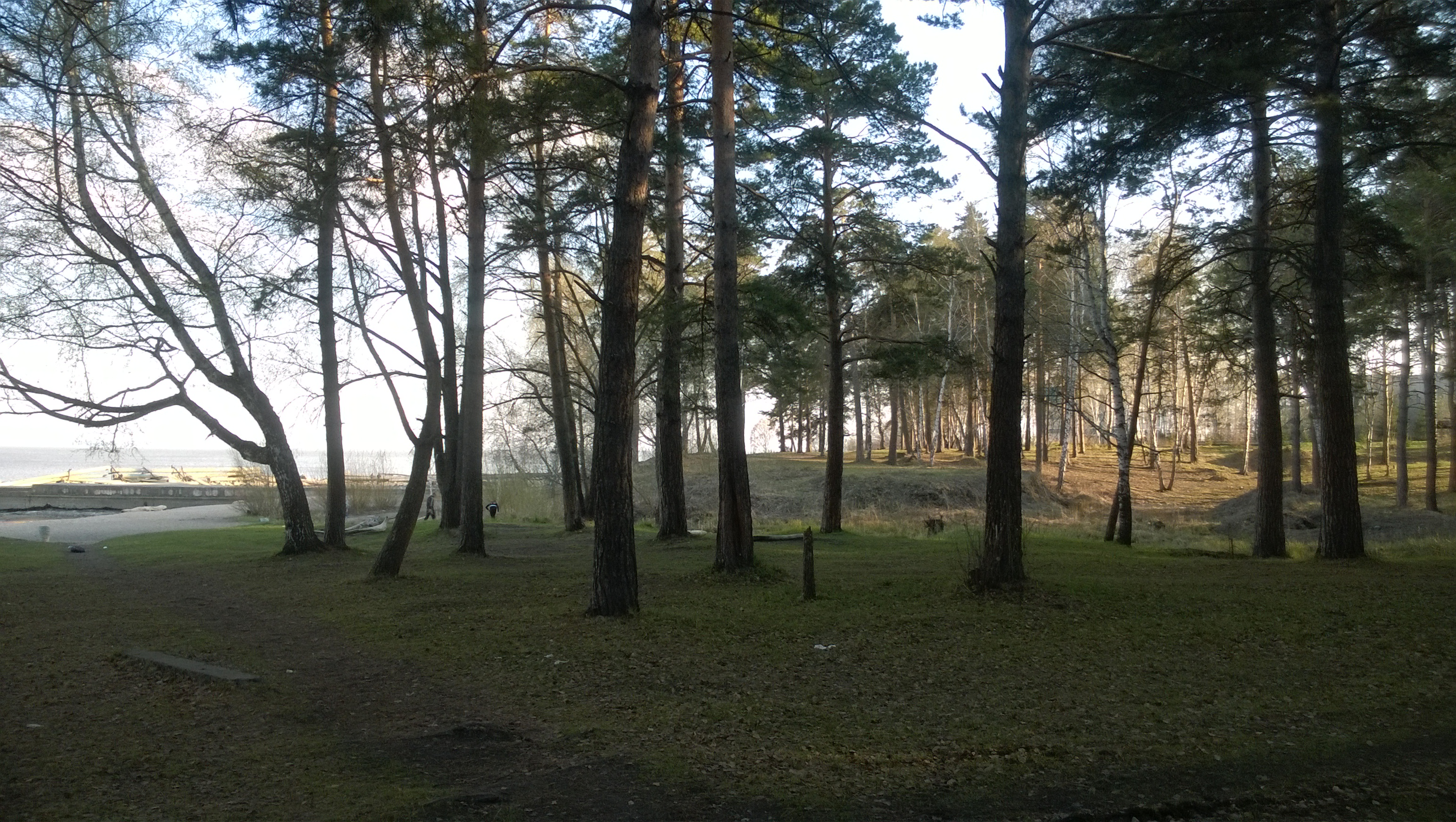

## Ежегодные фестивали парка
- «Ёлки-палки», эко-фестиваль
- Фестиваль лоскутных одеял